# Briceida Cuevas
Briceida Cuevas, également connue sous le nom de Briceida Cuevas Cob, née à Tepakán État de Campeche, Mexique, le 12 juillet 1969, est une poétesse mexicaine, une amérindienne d'origine maya. Elle écrit des poèmes en langue maya yucatèque. Certaines de ses œuvres ont fait l'objet de traductions dans plusieurs langues, notamment en espagnol, en anglais, ou en français.

## Biographie
Briceida Cuevas est née en 1969 à Tepakán dans l'État de Campeche,. Sa vocation poétique s'affirme en 1992 après avoir rejoint un groupe littéraire appelé GéNALÍ (genres narratif et lyrique). De 1992 à 1994, elle participe à un atelier de poésie en langue maya à la Casa de Cultura de Calkiní. Ses premiers textes publiés le sont au sein de diverses anthologies, telles  Flor y canto: cinco poetas indígenas del sur [Fleur et chant : cinq poètes indigènes du sud] publiée par l'Unesco en 1993, ou encore In pákat yétel júntul t'el: Tumbén Ikʼtʼanil ich Mayaʼ Tʼan (Poesía contemporánea en lengua maya), publiée en Espagne en 1994. En 1995, un recueil de poésie intitulé U yok’ol auat pek’ [ La plainte du chien dans son existence] est publié. Puis d'autres publications suivent comme Je’ bix k’in [comme le soleil]), en 1998, publié en français sous ce titre Comme le soleil par les Éditions P.O.L cette même année 1998,. Certains de ses poèmes sont également présents dans l'anthologie publiée en 2003 par les éditions Seghers, Poésie du monde, ou figurent dans des numéros de revues françaises telles que Action poétique ou Jointure.
Elle devient directrice de la formation professionnelle et de l'enseignement des langues à la Casa de los Escritores en Lenguas Indígenas au Mexique. Elle obtient d'être boursière du Fonds national pour la culture et les arts (FONCA) dans le cadre du programme de soutien aux écrivains en langues indigènes en 1996 puis en 2002. De 2005 à 2008, elle collabore en tant que conseillère linguistique au projet d'élaboration et de traduction de matériel pédagogique en maya péninsulaire à l'Institut d'État pour l'éducation des adultes de Campeche et, de 2008 à 2010, elle est responsable du programme d'alphabétisation indigène.
En 2010, elle est intégrée en tant que créatrice artistique dans le système national des créateurs d'art de la FONCA. En 2012, elle a été élue membre correspondant de la ville et du port de Campeche par l'Académie mexicaine de la langue.